# La Flaca (disc)
La flaca és l'àlbum de debut del grup espanyol de rock llatí Jarabe de Palo, publicat el 1996. El disc va ser produït per Joe Dworniak per a Virgin Records España. Immediatament després del seu llançament, l'àlbum va obtenir una mala recepció comercial, ja que els set primers mesos només va vendre 12.000 còpies. Tanmateix, quan la cançó que dona nom al títol de l'àlbum es va utilitzar com a anunci de televisió, l'àlbum es va convertir en un èxit comercial a Espanya, aconseguint el número u de les llistes i certificant sis vegades platí per a enviaments nacionals superiors a 600.000 còpies. Llançat a Europa, Amèrica Llatina i els Estats Units, també va obtenir la condició d'or i platí a d'altres països, inclòs Itàlia, on va assolir el punt número dos i va ser certificat triple platí per la Federació de la Indústria Musical Italiana.

## Llista de cançons
Totes les lletres i música han estat compostes per Jarabe de Palo
| Núm. | Títol                         | Durada |
| ---- | ----------------------------- | ------ |
| 1.   | «Quiero ser poeta»            | 3:32   |
| 2.   | «Vuela»                       | 3:29   |
| 3.   | «No suelo compararme»         | 3:03   |
| 4.   | «La flaca»                    | 4:29   |
| 5.   | «Grita»                       | 3:35   |
| 6.   | «El bosque de palo»           | 3:29   |
| 7.   | «El lado oscuro»              | 4:44   |
| 8.   | «Quítame la vida»             | 3:16   |
| 9.   | «Dueño de mi silencio»        | 3:28   |
| 10.  | «Desamor»                     | 3:32   |
| 11.  | «A lo loco»                   | 4:13   |
| 12.  | «La flaca» (Acoustic version) | 3:37   |

## Personal
- Pau Donés - Veu, guitarra
- Joan Gené - Baix (llevat a "La Flaca" i "Grita")
- Jordi Mena - Guitarra
- Daniel Forcada - Percussió (llavet a "El lado oscuro")
- Alex Tenas - Bateria
- Carlos de France - Baix a "Grita"
- Joe Dworniak - Baix a "La Flaca"
- Antonio Martínez - guitarra clàssica
- Nigel Roberts - Teclats

## Llistes
| Llista (1997-1999)  | Posició més alta |
| ------------------- | ---------------- |
| França              | 36               |
| Itàlia              | 2                |
| Espanya             | 1                |
| US Top Latin Albums | 17               |
| US Latin Pop Albums | 17               |